# کوسمین کونترا
کوسمین ماریوس کونترا (رومانیایی: Cosmin Marius Contra؛ زادهٔ ۱۵ دسامبر ۱۹۷۵) بازیکن فوتبال سابق و سرمربی اهل رومانی است.
از باشگاه‌هایی که در آن بازی کرده‌است می‌توان به دینامو بخارست، دپورتیوو آلاوز، میلان، و اتلتیکو مادرید، وست برومویچ آلبیون و ختافه اشاره کرد.
وی همچنین در تیم ملی فوتبال رومانی بازی کرده‌است.

## افتخارات

### بازیکن

#### باشگاهی
آلاوز
- لیگ اروپا: نایب قهرمان ۰۱–۲۰۰۰

ختافه
- کوپا دل ری: نایب قهرمان ۰۷–۲۰۰۶، ۰۸–۲۰۰۷

#### فردی
- بازیکن سال فوتبال رومانی: ۲۰۰۱
- تیم سال یوفا: ۲۰۰۱[۱]

### سرمربی
پترولول پلویشت
- جام حذفی فوتبال رومانی: ۱۳–۲۰۱۲